# Kanton Pouzauges
Kanton Pouzauges (fr. Canton de Pouzauges) je francouzský kanton v departementu Vendée v regionu Pays de la Loire. Tvoří ho 13 obcí.

## Obce kantonu
- Le Boupère
- Les Châtelliers-Châteaumur
- Chavagnes-les-Redoux
- La Flocellière
- La Meilleraie-Tillay
- Monsireigne
- Montournais
- La Pommeraie-sur-Sèvre
- Pouzauges
- Réaumur
- Saint-Mesmin
- Saint-Michel-Mont-Mercure
- Tallud-Sainte-Gemme